# Clausia agideliensis
Clausia agideliensis är en korsblommig växtart som beskrevs av Knjasev. Clausia agideliensis ingår i släktet Clausia och familjen korsblommiga växter. Inga underarter finns listade i Catalogue of Life.